# Dornier Do 228
Il Dornier Do 228 è un biturboelica di linea regionale ad ala alta con capacità STOL, prodotto dall'azienda tedesca Dornier GmbH (successivamente DASA Dornier, Fairchild-Dornier) dal 1981 al 1998.
Nel 1983 Hindustan Aeronautics ha acquisito una licenza di produzione e costruisce il modello 228 per il mercato asiatico. Approssimativamente 270 Dornier 228 sono stati costruiti ad Oberpfaffenhofen (Germania) e Kanpur (India). Fino all'Agosto 2006, sono entrati in servizio 127 Dornier Do 228 (tutte le varianti). RUAG comincerà a costruire un Dornier 228 New Generation nello stesso stabilimento tedesco usando parti strutturali fornite da HAL. Sarà di base lo stesso aereo con tecnologia aggiornata, tra cui eliche a cinque pale e raggio operativo più ampio.

## Storia

### Sviluppo
Il successo commerciale ottenuto dai precedenti modelli da trasporto leggero, il Do 28 seguito dal suo sviluppo Do 128 Skyservant, permise alla Dornier di fare degli investimenti nella ricerca finalizzati a realizzare tecnologie per aumentare l'efficienza dell'ala. Lo sviluppo del programma, designato Tragflügel Neue Technologie (TNT) (ala a nuova tecnologia), permise di progettare una nuova ala che permetteva di poter diminuire sensibilmente la distanza che occorreva all'aeromobile per effettuare le manovre di decollo ed atterraggio.

### Impiego operativo

#### Militare

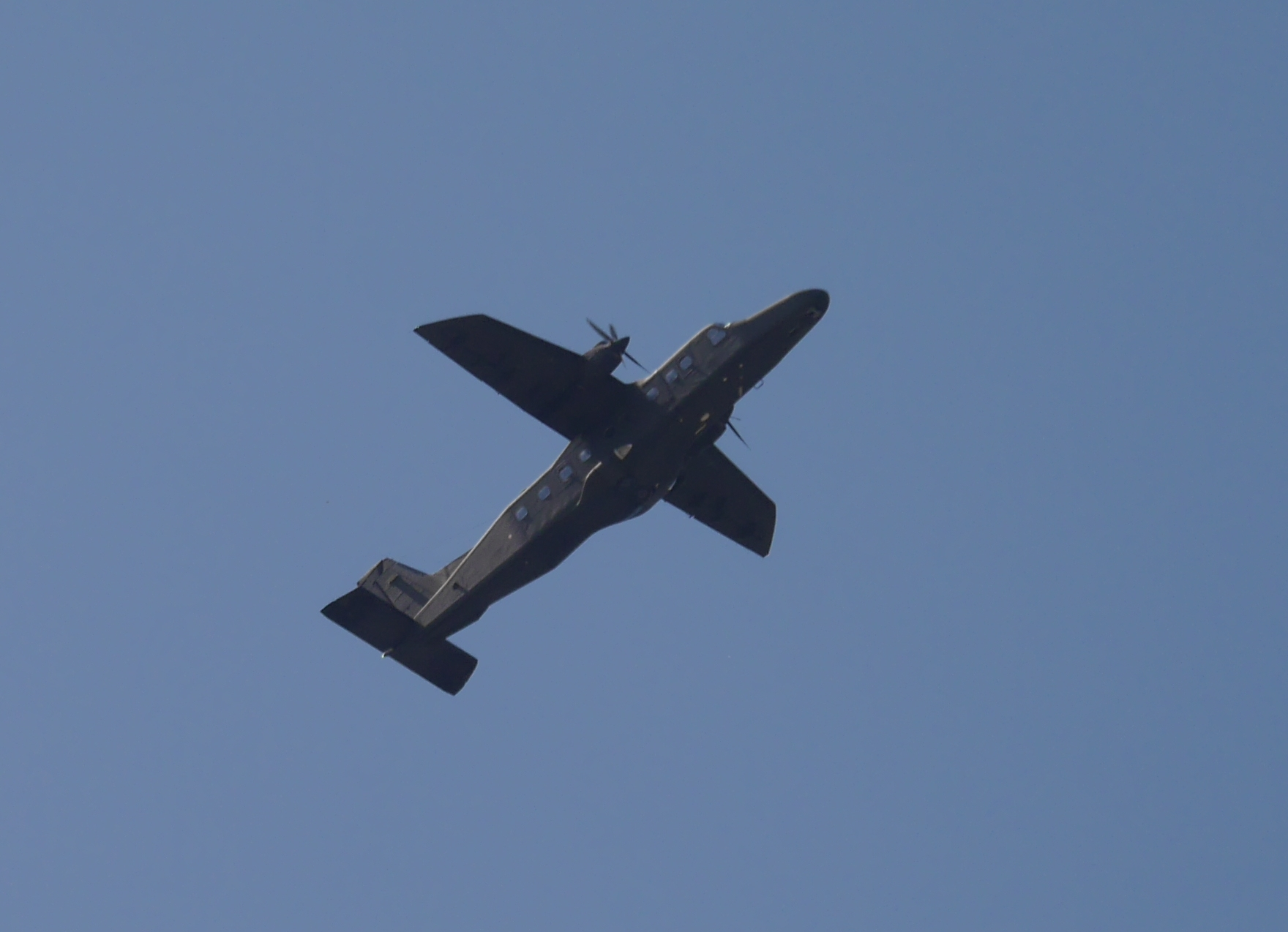
Dornier Do 228 dell'Aviazione dell'Esercito

Le caratteristiche complessive del Do 228, anche in funzione delle capacità STOL del modello, ne hanno determinato il successo commerciale anche nel settore difesa, nei ruoli di aereo da trasporto militare leggero, aereo da collegamento, nelle missioni di ricerca e salvataggio e, equipaggiato con l'apposita attrezzatura di ricerca, come aereo da pattugliamento marittimo.

## Versioni

### Civili
Do 228-100
versione base; lunghezza complessiva di 15,04 m per una capacità di 15 passeggeri.
Do 228-101

Do 228-200

Do 228-201

Do 228-201(K)

Do 228-202

Do 228-202(K)

Do 228-203F

Do 228-212

Do 228 NG

Do 228 NXT
versione dotata di glass cockpit e prestazioni migliorate.

### Su licenza
L'azienda aeronautica indiana Hindustan Aeronautics Limited di Bangalore 
ha ottenuto la licenza per la produzione per il mercato asiatico di quattro diverse versioni.
La prima, destinata al trasporto regionale di linea, viene commercializzata con la designazione HAL 228-201, affiancata da una similare versione militare destinata al trasporto di truppe e materiali caratterizzata da un allestimento più spartano. Una terza versione, destinata al pattugliamento marittimo, è equipaggiata, tra l'altro, con un radar Marec 2 installato in un radome ventrale, un sistema di navigazione Litton Omega ed uno scanner IR/UV per l'acquisizione di dati ambientali. L'ultima è finalizzata all'acquisizione e interdizione di obiettivi navali e dotata di armamento antinave convenzionale.
Una collaborazione con l'israeliana Israel Aircraft Industries (IAI) sta sviluppando una nuova versione atta ad ottimizzare il rapporto costo-efficacia.

## Utilizzatori

### Civili

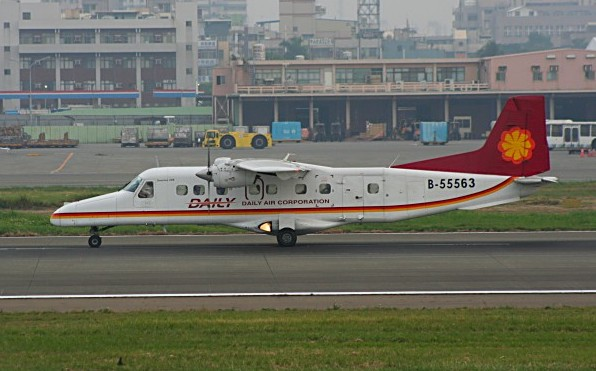
Un Do 228 in livrea Daily Air.

(lista parziale) dati ricavati dalla visione delle livree riprese nelle gallerie fotografiche.
 Australia
- Airlines of Tasmania

 Cile
- Aerocardal

 Filippine
- Island Aviation

3 Do 228 in servizio al dicembre 2022.
 Guadalupa
- Air Guadeloupe

 Germania
- Cirrus Airlines
- DBA
- Luftfahrtgesellschaft Walter (LGW)

 Grecia
- Olympic Airlines

 Irlanda
- Manx2

 Nepal
- Sita Air

 Nigeria
- Dornier Aviation Nigeria

 Norvegia
- Lufttransport

 Nuova Caledonia
- Air Calédonie

 Nuova Zelanda
- Air West Coast

 Regno Unito
- Air Wales
- Suckling Airways

Portogallo
- Aero VIP

 Taiwan
- Daily Air

### Governativi

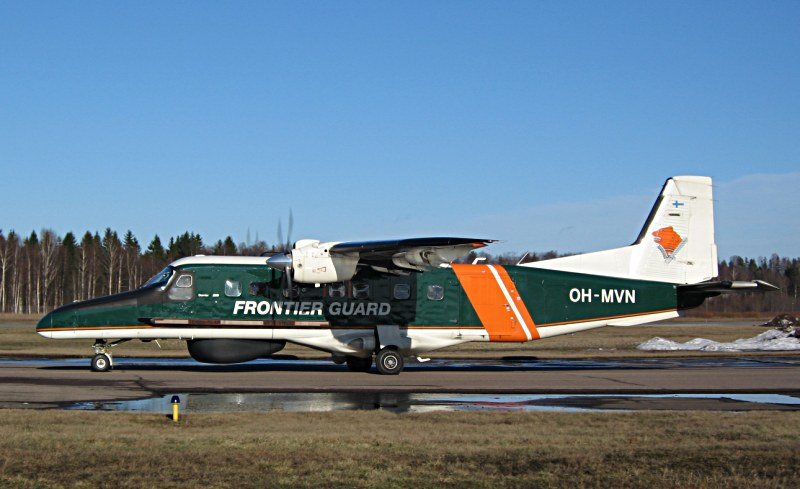
Il Do 228 utilizzato dalla Rajavartiolaitos, la guardia di frontiera finlandese.

Finlandia
- Rajavartiolaitos

2 Do 228 consegnati.
 Oman
- Oman Police Air Wing

### Militari
Angola

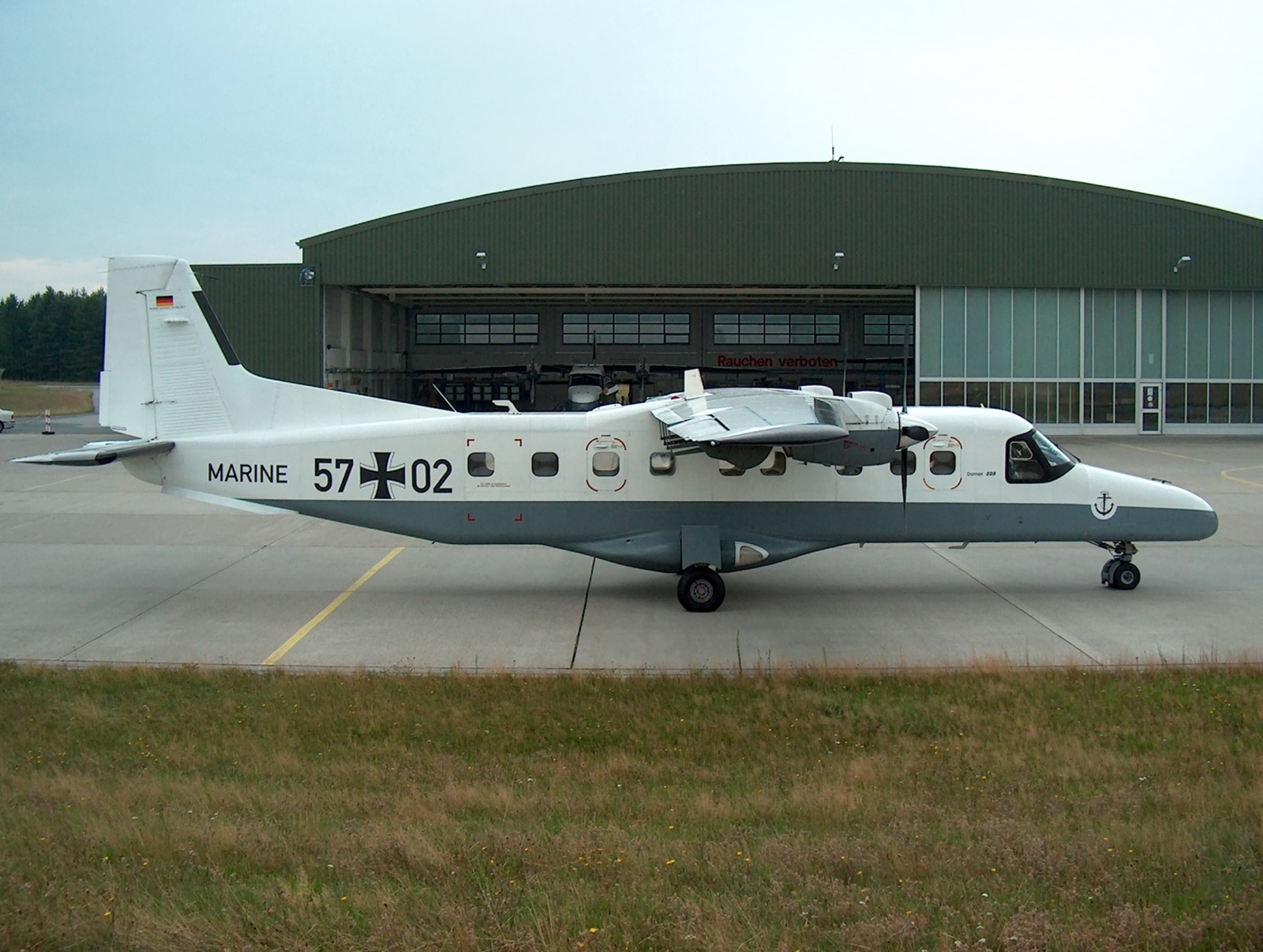
Un Do 228 della Marineflieger, l'aviazione di marina tedesca.

- Força Aérea Popular de Angola y Defesa Aérea y Antiaérea

 Bangladesh
- Bangladesh Nou Bahini

2 Do.228-212 NG MPA ordinati nel 2011 e consegnati nel 2013. 2 Do.228NG MPA ordinati a settembre 2017, il primo dei quali consegnato ad ottobre 2021 e il secondo nel 2022.
 Birmania
- Myanmar Navy

 Bhutan
- Royal Bhutan Army Air Wing

opera con un esemplare nel ruolo di aereo da trasporto.
 Capo Verde
- Força Aérea Caboverdiana

1 Do.228-212 MP consegnato ed in servizio al dicembre 2017.
- Guarda Costeira de Cabo Verde

 Germania
- Marineflieger

 Guyana
- Guyana Defence Force Air Wing

2 Do 228 prodotti dalla indiana HAL, ordinati a gennaio 2023, consegnati il 31 marzo 2024 ed immessi in servizio il 17 novembre dello stesso anno.
 India
- Bhartiya Vāyu Senā

50 Do 228 consegnati.
- Indian Naval Air Arm

Uno dei 23 esemplari in servizio a tutto il dicembre 2021, è stato donato per un periodo di due anni all'Aeronautica militare dello Sri Lanka.
- Indian Coast Guard

17 Do. 228MRA in servizio all'ottobre 2018, che saranno sottoposti ad un aggiornamento di mezza vita.
 Iran
 Italia
- Aviazione dell'Esercito[20]

3 Do.228 consegnati e tutti aggiornati dalla tedesca RUAG.
 Malawi
- Malawi Army Air Wing

3 Do 228-201/202/202K consegnati.
 Maldive
- Coast Guard Aviation Squadron

1 Do. 228-212MPA consegnato nel 2017.
 Mauritius
- Garde côtière nationale

 Niger
- Armée de l'air du Niger

1 Do-228-100 consegnato.
 Nigeria
- Nigerian Air Force

6 Do 228-100/200 acquistati nel 1996 per il monitoraggio delle frontiere, tutti in servizio all'ottobre 2018.
 Oman
- Al Quwwat al-Jawwiya al-Sultanya al-Omanya

 Paesi Bassi
- Koninklijke Luchtmacht
- Nederlandse Kustwacht

2 Do 228-212 consegnati, ritirti dal servizio il 31 ottobre 2022.
 Sri Lanka
- Aeronautica militare dello Sri Lanka

1 Do 228 da pattugliamento marittimo ex Indian Naval Air Arm ordinato ad inizio 2022 e consegnato il 15 agosto dello stesso anno.  L'aereo è stato donato gratuitamente dall'India alla SLAF per un biennio.
 Thailandia
- Royal Thai Navy

7 Do 228 MPA in servizio al dicembre 2020, due dei quali saranno aggiornati allo standard Do 228NG.
 Venezuela
- Aviación Militar Venezolana

10 aerei in consegna dal 2014 suddivisi in 2 aerei di seconda mano per l'addestramento e 8 della nuova versione NG per il trasporto leggero.

## Velivoli comparabili
Australia
- GAF Nomad;

 Israele
- IAI Arava;

 Polonia
- PZL-Mielec M-28;

 Spagna
- CASA C-212 Aviocar;